# Kazuya Maekawa
Kazuya Maekawa (Hirado, 22. ožujka 1968.) japanski je nogometaš.

## Klupska karijera
Igrao je za Sanfrecce Hiroshima i Oita Trinita.

## Reprezentativna karijera
Za japansku reprezentaciju igrao je od 1992. do 1996. godine. Odigrao je 17 utakmice.
S japanskom reprezentacijom Kazuya Maekawa je igrao na Azijskom kupu 1992.

## Statistika
| Japan  | Japan | Japan |
| Godina | Nast. | Gol.  |
| ------ | ----- | ----- |
| 1992.  | 3     | 0     |
| 1993.  | 2     | 0     |
| 1994.  | 2     | 0     |
| 1995.  | 5     | 0     |
| 1996.  | 5     | 0     |
| Ukupno | 17    | 0     |

## Vanjske poveznice
- National Football Teams
- Japan National Football Team Database